# Дивац, Владе
Вла́де Ди́вац (серб. Владе Дивац; род. 3 февраля 1968 года в городе Приеполе, СР Сербия, СФР Югославия) — югославский и сербский профессиональный баскетболист. Играл на позиции центрового. Дивац был одним из первых европейских игроков, добившихся значительных успехов в Национальной баскетбольной ассоциации, где он выступал за команды «Лос-Анджелес Лейкерс», «Шарлотт Хорнетс» и «Сакраменто Кингз». В составе сборной Югославии дважды становился серебряным призёром Олимпийских игр, дважды — чемпионом мира, трижды — чемпионом Европы. 24 февраля 2009 года был избран председателем Олимпийского комитета Сербии. С 2015 по 2020 год был вице-президентом по баскетбольным операциям и генеральным менеджером клуба НБА «Сакраменто Кингз». Член Зала славы баскетбола с 2019 года.

## Биография

### Европа
Владе Дивац начал заниматься баскетболом в клубе «Элан» из своего родного города Приеполе, затем перешёл в клуб «Слога» из города Кралево. С этой командой он в 16 лет подписал свой первый профессиональный контракт. Летом 1986 года он перешёл в один из ведущих клубов Югославии, белградский «Партизан». В том же году он дебютировал в составе национальной сборной Югославии на чемпионате мира, проходившем в Испании, где югославы уступили в овертайме полуфинального матча сборной СССР и в итоге заняли третье место.
В составе «Партизана» Дивац в 1987 году выиграл чемпионат Югославии, в 1988 году играл в полуфинале Евролиги, в 1989 году стал обладателем Кубка Югославии и Кубка Корача. Хотя он отыграл всего пять сезонов в европейских профессиональных клубах, в 2008 году Дивац был включён в почётный список 50 человек, оказавших наибольшее влияние на развитие Евролиги. В составе сборной Югославии, одной из сильнейших национальных команд конца 1980-х годов, он стал победителем баскетбольного турнира на летней Универсиаде и бронзовым призёром чемпионата Европы в 1987 году, серебряным призёром Олимпийских игр 1988 года, чемпионом Европы 1989 и 1991 годов, чемпионом мира 1990 года.

### НБА
Успехи национальной сборной Югославии на международной арене заметило и руководство клубов Национальной баскетбольной ассоциации, которые стали выбирать на драфте европейских баскетболистов. Из двенадцати игроков олимпийской сборной Югославии 1988 года шестеро оказались в клубах НБА: Дражен Петрович («Портленд Трэйл Блэйзерс»), Тони Кукоч («Чикаго Буллз»), Жарко Паспаль («Сан-Антонио Спёрс»), Стойко Вранкович, Дино Раджа (оба — «Бостон Селтикс») и Владе Дивац. Дивац был выбран на драфте НБА 1989 года под 26-м номером командой «Лос-Анджелес Лейкерс», став первым иностранцем, задрафтованным этим клубом. В 1980-х «Лейкерс» были одной из сильнейших команд ассоциации, лидерами которой были Мэджик Джонсон, Карим Абдул-Джаббар и Джеймс Уорти, и пять раз выигрывали чемпионат НБА. Однако Дивац пришёл в команду как раз тогда, когда в ней начался спад. В 1989 году завершил карьеру Абдул-Джаббар, один из лучших центровых в истории баскетбола, и перед Дивацем стояла задача его заменить.
В своём дебютном сезоне Владе не был основным игроком «Лейкерс», однако принял участие во всех матчах регулярного сезона, выходя на замену, помогал команде, набирая очки и делая подборы, и по итогам сезона был удостоен включения в первую сборную новичков НБА. Со следующего сезона и до середины 1990-х Дивац был основным центровым «Лейкерс», популярной фигурой среди болельщиков, а после ухода из баскетбола Мэджика Джонсона стал лидером команды. Однако команда не показывала выдающихся результатов уровня 1980-х, в 1994 году даже не смогла выйти в плей-офф. В 1995 году в составе сборной Югославии Дивац в третий раз стал чемпионом Европы. В 1996 году руководство «Лейкерс» решило провести в команде масштабную реконструкцию, в результате которой из «Орландо Мэджик» был приглашён один из лучших центровых НБА тех лет, Шакил О’Нил, а Диваца отдали в «Шарлотт Хорнетс», получив взамен права на перспективного семнадцатилетнего новичка Коби Брайанта.
В 1996 году Дивац был основным центровым сборной Югославии на Олимпийских играх в Атланте, где югославы проиграли в финале сборной США, составленной из звёзд НБА. В составе «Шарлотт Хорнетс» Дивац отыграл два сезона, оба раза команда играла в плей-офф, но дальше первого раунда не проходила. В 1998 году Владе стал свободным агентом. Из-за локаута в НБА сезон 1998/1999 он начал в составе белградского клуба «Црвена звезда». После окончания локаута вернулся в США и подписал контракт с «Сакраменто Кингз». В том же году в составе «Кингз» появился соотечественник и партнёр Диваца по сборной Предраг Стоякович, игравший на позиции лёгкого форварда, а также тяжёлый форвард Крис Уэббер. Эти три игрока подняли команду из Сакраменто, в 1990-е лишь один раз сумевшую выйти в плей-офф НБА, до уровня одного из сильнейших клубов ассоциации. При Диваце «Кингз» ни разу не оказывались вне зоны плей-офф, дважды выигрывали сложный Тихоокеанский дивизион, где традиционно первенствовали «Лос-Анджелес Лейкерс», в 2002 году играли против «Лейкерс» в финале Западной конференции и уступили им в упорной борьбе 3-4. В 2001 году Дивац в первый и последний раз в своей карьере принимал участие в Матче всех звёзд НБА. 31 марта 2009 года руководство «Кингз» отметило вклад Диваца в успехи команды и на торжественной церемонии закрепило за ним 21-й номер, под которым он выступал.
После окончания сезона 2003/2004 контракт Диваца с «Кингз» истёк и он стал свободным агентом. В 2004 году после поражения в финале НБА «Лос-Анджелес Лейкерс» покинули Карл Мэлоун, Гэри Пэйтон, Дерек Фишер и ведущий игрок команды последних 8 сезонов Шакил О’Нил, поэтому руководство команды пригласило сербского ветерана в качестве замены последнему. Однако в сезоне 2004/2005 из-за проблем со спиной Дивац смог принять участие лишь в 15 матчах, которые он начинал на скамейке запасных. После окончания сезона он объявил о завершении карьеры. Всего в НБА он провёл 16 сезонов, принял участие в 1134 матчах регулярного сезона, в которых набрал 13364 очка, сделал 9294 подборов, 3522 передачи и 1630 блок-шотов.

### Деятельность после завершения баскетбольной карьеры
После завершения карьеры игрока Дивац некоторые время оставался в «Лейкерс», выполняя функции европейского скаута клуба. В июле 2006 года Дивац принял предложения своего друга, известного сербского футболиста Предрага Миятовича, назначенного спортивным директором испанского футбольного клуба «Реал Мадрид», и вошёл в руководящий состав баскетбольной команды «Реала». Однако его роль в клубе была в основном символической, и целью этого назначения было повышение престижа клуба.
В 2008 году Владе Дивац появился на финале конкурса песни Евровидение 2008 года и, бросив баскетбольный мяч в зрительный зал, объявил о начале процедуры зрительского голосования.
24 февраля 2009 года Дивац был избран председателем Олимпийского комитета Сербии. Он сменил Ивана Чурковича, снявшего свою кандидатуру в последний момент.
31 августа 2015 года был назначен вице-президентов по баскетбольным операциям и генеральным менеджером клуба «Сакраменто Кингз».
14 августа 2020 года Дивац ушёл в отставку с поста вице-президента по баскетбольным операциям и генерального менеджером клуба «Сакраменто Кингз».

### Личная жизнь
Владе Дивац и его жена Снежана имеют двух сыновей, Луку и Матию, а также приёмную дочь Петру, удочерённую ими после того, как её родители были убиты снайперами из Армии освобождения Косова.

## Достижения
Командные
- Серебряный призёр Олимпийских игр 1988 и 1996 годов
- Чемпион мира 1990 и 2002 годов
- Чемпион Европы 1989, 1991 и 1995 годов
- Бронзовый призёр чемпионата мира 1986 года
- Бронзовый призёр чемпионатов Европы 1987 и 1999 годов
- Победитель баскетбольного турнира на летней Юниверсиаде 1987 года
- Чемпион Югославии 1987 года
- Обладатель Кубка Югославии 1989 года
- Обладатель Кубка Корача 1989 года

Личные
- Мистер Европа (лучший европейский баскетболист по версии итальянского журнала Superbasket) в 1989 году
- Включён во первую сборную новичков НБА в 1990 году
- Получил гражданскую награду имени Джеймса Уолтера Кеннеди в 2000 году
- Участник Матча всех звёзд НБА 2001 года
- Включён в список 50 человек, оказавших наибольшее влияние на развитие Евролиги

## Статистика

### Статистика в НБА
| Сезон                                                                                    | Команда    | Регулярный сезон | Регулярный сезон | Регулярный сезон | Регулярный сезон | Регулярный сезон | Регулярный сезон | Регулярный сезон | Регулярный сезон | Регулярный сезон | Регулярный сезон | Регулярный сезон | Серия плей-офф | Серия плей-офф | Серия плей-офф | Серия плей-офф | Серия плей-офф | Серия плей-офф | Серия плей-офф | Серия плей-офф | Серия плей-офф | Серия плей-офф | Серия плей-офф |
| Сезон                                                                                    | Команда    | GP               | GS               | MPG              | FG%              | 3P%              | FT%              | RPG              | APG              | SPG              | BPG              | PPG              | GP             | GS             | MPG            | FG%            | 3P%            | FT%            | RPG            | APG            | SPG            | BPG            | PPG            |
| ---------------------------------------------------------------------------------------- | ---------- | ---------------- | ---------------- | ---------------- | ---------------- | ---------------- | ---------------- | ---------------- | ---------------- | ---------------- | ---------------- | ---------------- | -------------- | -------------- | -------------- | -------------- | -------------- | -------------- | -------------- | -------------- | -------------- | -------------- | -------------- |
| 1989/90                                                                                  | Лейкерс    | 82               | 5                | 19,6             | 49,9             | 0,0              | 70,8             | 6,2              | 0,9              | 1,0              | 1,4              | 8,5              | 9              | 1              | 19,4           | 72,7           | 50,0           | 89,5           | 5,3            | 1,1            | 0,9            | 1,7            | 9,1            |
| 1990/91                                                                                  | Лейкерс    | 82               | 81               | 28,2             | 56,5             | 35,7             | 70,3             | 8,1              | 1,1              | 1,3              | 1,5              | 11,2             | 19             | 19             | 32,1           | 56,4           | 16,7           | 80,3           | 6,7            | 1,1            | 1,4            | 2,2            | 13,3           |
| 1991/92                                                                                  | Лейкерс    | 36               | 18               | 27,2             | 49,5             | 26,3             | 76,8             | 6,9              | 1,7              | 1,5              | 1,0              | 11,3             | 4              | 4              | 35,8           | 34,9           | 0,0            | 90,0           | 5,5            | 3,8            | 1,3            | 0,8            | 9,8            |
| 1992/93                                                                                  | Лейкерс    | 82               | 69               | 30,8             | 48,5             | 28,0             | 68,9             | 8,9              | 2,8              | 1,6              | 1,7              | 12,8             | 5              | 5              | 33,4           | 50,0           | 44,4           | 54,5           | 9,4            | 5,6            | 1,2            | 2,4            | 18,0           |
| 1993/94                                                                                  | Лейкерс    | 79               | 73               | 34,0             | 50,6             | 19,1             | 68,6             | 10,8             | 3,9              | 1,2              | 1,4              | 14,2             | Не участвовал  | Не участвовал  | Не участвовал  | Не участвовал  | Не участвовал  | Не участвовал  | Не участвовал  | Не участвовал  | Не участвовал  | Не участвовал  | Не участвовал  |
| 1994/95                                                                                  | Лейкерс    | 80               | 80               | 35,1             | 50,7             | 18,9             | 77,7             | 10,4             | 4,1              | 1,4              | 2,2              | 16,0             | 10             | 10             | 38,8           | 46,7           | 22,2           | 64,5           | 8,5            | 3,1            | 0,8            | 1,3            | 15,6           |
| 1995/96                                                                                  | Лейкерс    | 79               | 79               | 31,3             | 51,3             | 16,7             | 64,1             | 8,6              | 3,3              | 1,0              | 1,7              | 12,9             | 4              | 4              | 28,8           | 42,9           | 20,0           | 62,5           | 7,5            | 2,0            | 0,0            | 1,3            | 9,0            |
| 1996/97                                                                                  | Шарлотт    | 81               | 80               | 35,1             | 49,4             | 23,4             | 68,3             | 9,0              | 3,7              | 1,3              | 2,2              | 12,6             | 3              | 3              | 38,7           | 45,7           | 0,0            | 80,0           | 8,7            | 3,3            | 1,0            | 2,0            | 18,0           |
| 1997/98                                                                                  | Шарлотт    | 64               | 41               | 28,2             | 49,8             | 21,4             | 69,1             | 8,1              | 2,7              | 1,3              | 1,5              | 10,4             | 9              | 9              | 38,3           | 48,3           | 0,0            | 60,6           | 10,9           | 3,4            | 0,8            | 1,6            | 11,6           |
| 1998/99                                                                                  | Сакраменто | 50               | 50               | 35,2             | 47,0             | 25,6             | 70,2             | 10,0             | 4,3              | 0,9              | 1,0              | 14,3             | 5              | 5              | 39,6           | 44,6           | 20,0           | 83,3           | 10,0           | 4,6            | 1,6            | 0,8            | 16,2           |
| 1999/00                                                                                  | Сакраменто | 82               | 81               | 29,0             | 50,3             | 26,9             | 69,1             | 8,0              | 3,0              | 1,3              | 1,3              | 12,3             | 5              | 5              | 32,0           | 35,7           | 0,0            | 69,6           | 7,2            | 2,8            | 1,4            | 0,8            | 11,2           |
| 2000/01                                                                                  | Сакраменто | 81               | 81               | 29,9             | 48,2             | 28,6             | 69,1             | 8,3              | 2,9              | 1,1              | 1,1              | 12,0             | 8              | 8              | 28,1           | 35,0           | 33,3           | 76,3           | 8,4            | 2,4            | 1,0            | 1,5            | 10,8           |
| 2001/02                                                                                  | Сакраменто | 80               | 80               | 30,3             | 47,2             | 23,1             | 61,5             | 8,4              | 3,7              | 1,0              | 1,2              | 11,1             | 16             | 16             | 33,4           | 46,4           | 28,6           | 75,5           | 9,3            | 1,7            | 1,1            | 1,3            | 13,5           |
| 2002/03                                                                                  | Сакраменто | 80               | 80               | 29,8             | 46,5             | 24,0             | 71,3             | 7,2              | 3,4              | 1,0              | 1,3              | 9,9              | 12             | 12             | 26,4           | 56,0           | -              | 67,3           | 5,8            | 2,3            | 0,7            | 0,9            | 11,4           |
| 2003/04                                                                                  | Сакраменто | 81               | 81               | 28,6             | 47,0             | 15,4             | 65,4             | 5,7              | 5,3              | 0,7              | 1,0              | 9,9              | 12             | 12             | 19,6           | 43,7           | -              | 73,9           | 4,9            | 1,8            | 0,3            | 0,4            | 6,6            |
| 2004/05                                                                                  | Лейкерс    | 15               | 0                | 8,7              | 41,9             | -                | 66,7             | 2,1              | 1,3              | 0,3              | 0,1              | 2,3              | Не участвовал  | Не участвовал  | Не участвовал  | Не участвовал  | Не участвовал  | Не участвовал  | Не участвовал  | Не участвовал  | Не участвовал  | Не участвовал  | Не участвовал  |
|                                                                                          | Всего      | 1134             | 979              | 29,8             | 49,5             | 23,5             | 69,2             | 8,2              | 3,1              | 1,1              | 1,4              | 11,8             | 121            | 113            | 30,8           | 48,0           | 24,1           | 73,1           | 7,5            | 2,4            | 1,0            | 1,4            | 12,1           |
| Наведите курсор мыши на аббревиатуры в заголовке таблицы, чтобы прочесть их расшифровку. |            |                  |                  |                  |                  |                  |                  |                  |                  |                  |                  |                  |                |                |                |                |                |                |                |                |                |                |                |